# Murray Sutherland
Murray Sutherland (* 10. April 1953 in Edinburgh, Schottland) ist ein ehemaliger britischer Boxer im Supermittelgewicht und IBF-Weltmeister.

## Karriere
Sutherland verlor bereits seine ersten beiden Kämpfe. 1980 gewann er den USBA-Titel gegen den bis dahin ungeschlagenen US-Amerikaner Pablo Paul Ramos (18-0-0) und verlor im darauffolgenden Jahr gegen Matthew Saad Muhammad den Kampf um den WBC-Titel. Am 11. April im Jahr 1982 verlor er in einem WBA-Weltmeisterschaftskampf gegen Michael Spinks in der achten Runde durch technischen K. o.
Im März 1984 trat er gegen Ernie Singletary in einem auf 15 Runden angesetzten Gefecht um den vakanten IBF-Weltmeistertitel an und siegte nach Punkten. 1986 unterlag er gegen Lindell Holmes durch T.K.o in der dritten Runde und beendete daraufhin seine Karriere.